# アリゼ (航空機)
アリゼ（Alizé）
空母に着艦直後のブレゲー Br.1050 アリゼ
- 用途：哨戒（対潜哨戒）、攻撃、偵察
- 分類：艦上対潜哨戒機
- 製造者：ブレゲー
- 運用者

  -  フランス（フランス海軍）
  -  インド（インド海軍）
- 初飛行：1956年10月6日[1]
- 生産数：89機[2]
- 運用開始：1959年5月12日[1]
- 退役：2000年9月15日[1]
- 運用状況：退役

ブレゲー Br.1050 アリゼ（Alizé、貿易風の意）は、フランスのブレゲー社（現ダッソー社）が開発した航空母艦搭載用艦上対潜哨戒機。フランス海軍とインド海軍で運用された。

## 開発

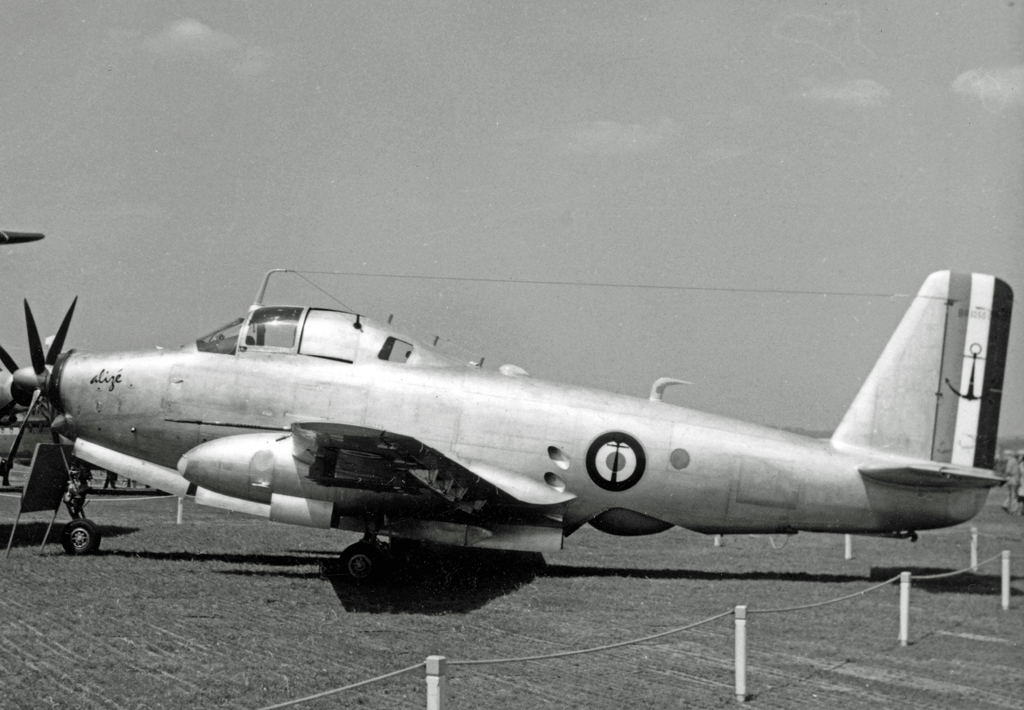
パリ航空ショーで展示される試作1号機（1957年5月29日）

第二次世界大戦後、各国ではジェットエンジンとレシプロエンジンの両方を搭載する複合動力機の研究が行われており、フランスでも、ブレゲー社がフランス海軍向けに複合動力を搭載した艦上攻撃機ブレゲー Br.960「ブルテュール（Vultur、コンドルの意）」を開発した。しかし試験飛行の結果、フランス海軍は複合動力機の導入を断念し、代わりにブルテュールにターボプロップエンジンを搭載した三座艦上対潜哨戒機を開発するようブレゲー社に依頼した。ブレゲー社は、ブルテュールの試作2号機に搭載されたロールス・ロイス ニーンターボジェットエンジンとアームストロング・シドレー マンバターボプロップエンジンを撤去し、出力を1,230kWに強化したマンバのみを搭載した、対潜哨戒機のデモンストレーション機ブレゲー Br.965 「エポーラール（Épaulard、シャチの意）」を開発した。
エポーラールが飛行試験を始めた時点で、フランス海軍は試作機2機と前量産機3機を発注し「アリゼ」の名称が与えられた。アリゼの試作機は1956年10月6日に初飛行を行い、主翼折り畳み機構やアレスティングフックの追加、エンジンのロールス・ロイス ダートへの換装を経て、1959年5月12日にTBFの後継機としてフランス海軍に採用された。

## 設計

### 機体

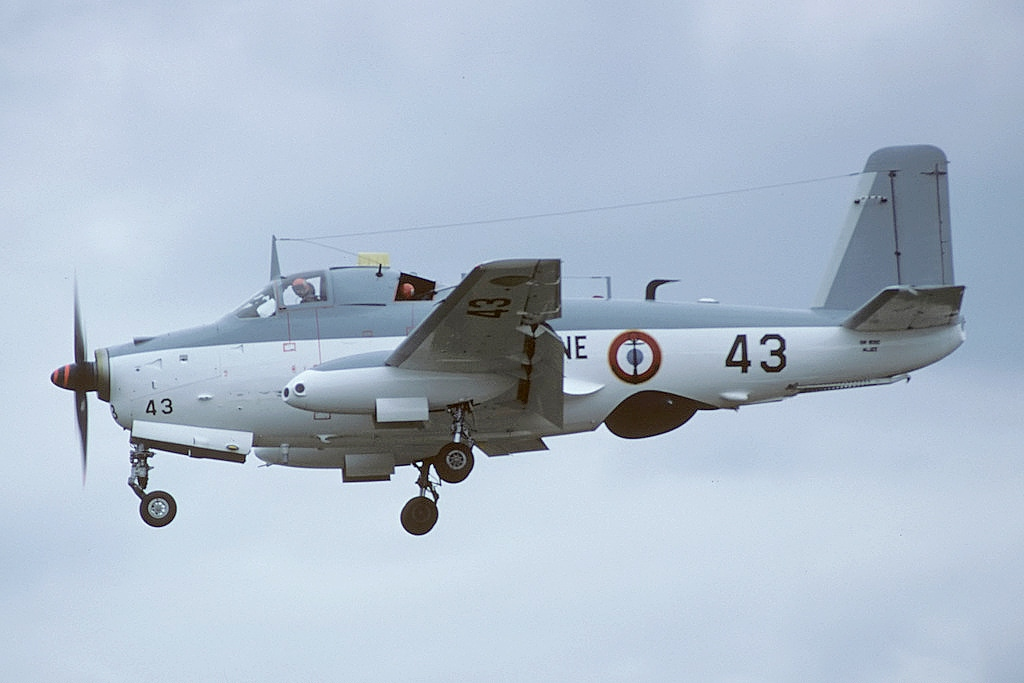
飛行するフランス海軍のアリゼ（1986年5月30日）

機体は低翼単発機で、油圧式の主翼折り畳み機構やアレスティングフックなど空母での運用に必要なものが備えられた。主脚は前輪式で、主脚は主翼のバルジに格納するようになっていた。このバルジにはソノブイも格納した。
操縦席はブルテュールで複座式だったものを3座式に改め、前席左に操縦士、前席右に航法士、後席にレーダー操作士が搭乗する。操縦席はかなり狭く、レーダー操作士の席からの前方視界は無い。

### エンジン
エンジンのロールス・ロイス ダート ターボプロップエンジンは、フォッカー F27やYS-11にも搭載されたことで知られる傑作エンジンで、アリゼは機首に搭載する。排気ノズルは、機体前部右側に突き出ている。

### 装備
ブルテュールではターボジェットエンジンがあった胴体下部後方には、トムソンCSF（現・タレス・グループ）DRAA-2A水上捜索レーダーを直径1.3mの引き込み式レドームに装備した。後の改装で、レーダーは探知能力の高いDRAA-10Aに換装されたほか、洋上監視のために最大探知距離20nmのペリスコープをレーダー操作士席に追加装備した。

### 兵装
固定兵装は無いが、胴体下の爆弾倉があるほか、主翼内側に各1ヶ所、主翼外側に各3ヶ所のパイロンがあった。爆弾倉にはMk46航空魚雷や対潜爆雷が搭載でき、パイロンには対潜爆雷や127㎜ロケット弾、さらにSS.12空対艦ミサイルを装備することができた。

## 運用

### フランス海軍

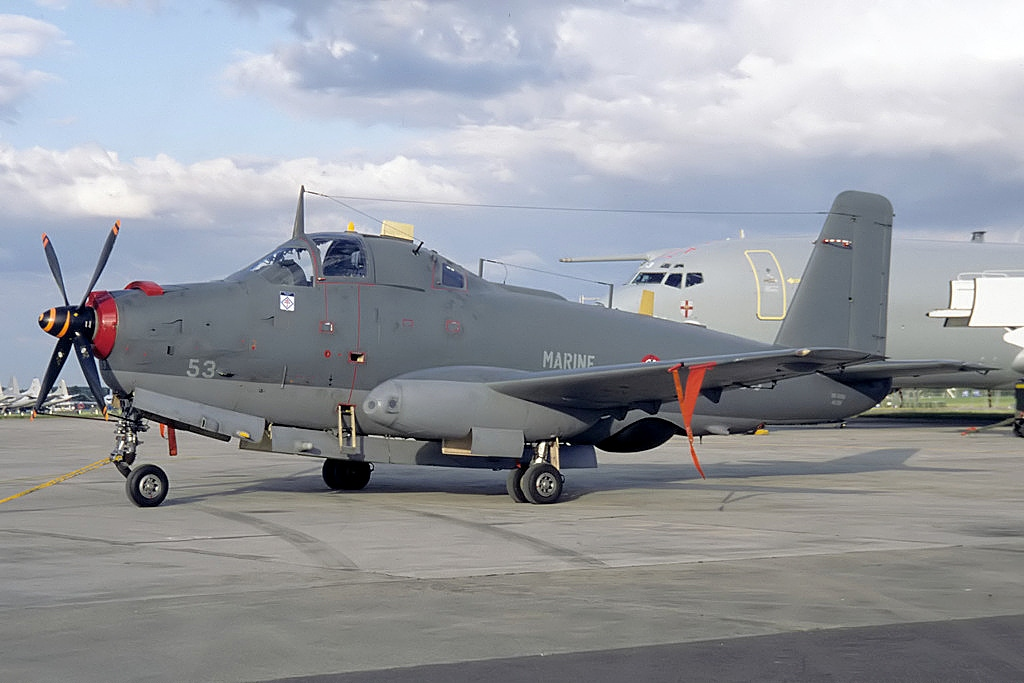
エア・タトゥーで展示されるアリゼ（1998年7月）

フランス海軍のアリゼは1959年3月から引き渡しが開始され、第4・6・9飛行隊に75機が配備され、アローマンシュとクレマンソー級航空母艦「クレマンソー」と「フォッシュ」に搭載された。
フランス海軍のアリゼは、当初想定されていた対潜哨戒には用いられず、専ら兵装を搭載しない洋上監視や偵察、捜索救難、電子偵察、無線中継などに用いられた。1980年代に入ると、老朽化したアリゼの近代化改修が行われた。レーダーをトムソンCSF DRAA-10A「イグアス」に、航法装置をオメガ・エキノックスに換装したほか、通信機器も交換され、主脚格納バルジにESM用の電子機器が追加された。この近代化改修を行ったアリゼはBr.1050Mに改称され、運用年数は15年延長された。
実戦として、空母が投入されたレバノン内戦（1982年 - 1984年）ではレバノン近海の洋上監視を行ったほか、湾岸戦争（1991年）ではペルシャ湾に展開した。
1990年には、なおも在籍する24機のアリゼに更なる近代化改修が施された。洋上監視のためにペリスコープをレーダー操作士席に追加装備したほか、データリンクの追加やデコイの換装などの改修で、アリゼの運用年数はさらに延長された。この再改修で、それまでの薄灰色を基調とした塗装を、より低視認性の高い濃い灰色の塗装に変更している。
1990年代に入ると、アリゼは対潜哨戒任務を対潜ヘリコプターに引き継いで完全に離れた。アリゼは監視や捜索救難専用の機体として運用されたほか、イエールの第59E飛行隊で訓練や捜索・救難任務に、サン＝ラファエルの第10S飛行隊で試験任務に就いていた。ボスニア紛争（1994年 - 1995年）では、アドリア海に展開した。2000年に空母「フォッシュ」が退役すると同時に、最後までアリゼを運用していた第6飛行隊がE-2Cに換装され、9月15日にアリゼはフランス海軍から退役した。

### インド海軍

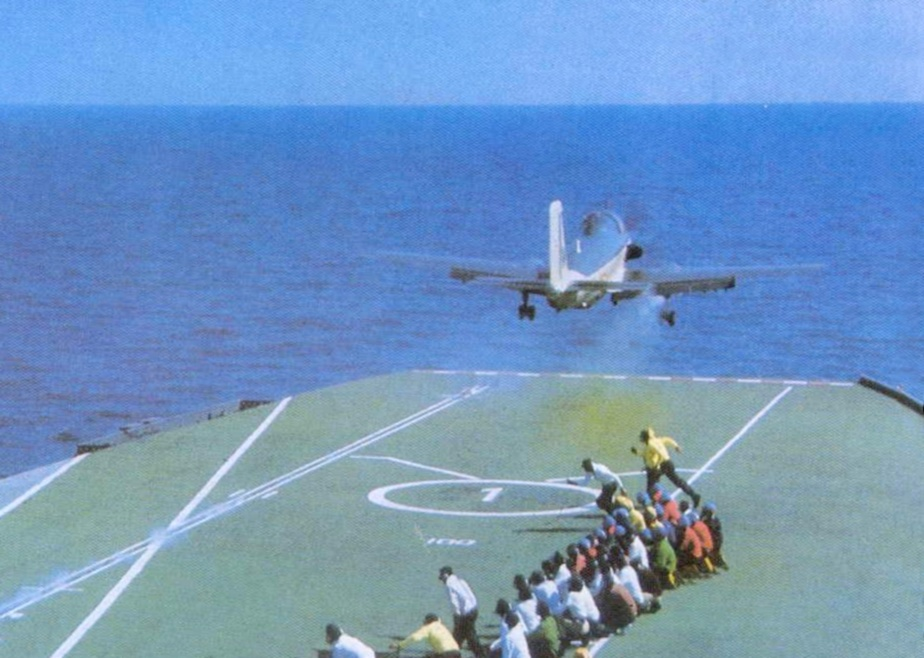
第3次印パ戦争で空母「ヴィクラント」から発艦するアリゼ（1971年）

インド海軍では、フランスから12機の中古機を購入して、後に約12機を追加導入した。インド海軍のアリゼは第310航空隊に集中配備され、空母「ヴィクラント」と陸上基地で運用された。
1961年、ゴア州の独立運動にインドが武力介入したゴア併合では、洋上からの偵察と哨戒に運用された。1971年の第3次印パ戦争では、パキスタン海軍の潜水艦「ガーズィー」の動きを封じるべく出動し、3隻の砲艇を撃沈した一方、1機がパキスタン空軍のF-104に撃墜された。
1987年、「ヴィクラント」がスキージャンプを備えたVTOL空母に改装されると、「ヴィクラント」の対潜哨戒はウェストランド シーキング対潜ヘリコプターに引き継がれ、残っていた5機のアルゼはダボリムのハンサ海軍基地からの運用に限定された。同じ年には、タミル・イーラム解放のトラ（LTTE）に対する平和維持活動であるパワン作戦に出動し、LTTEの監視や商船の護衛に用いられた。インド海軍のアリゼは、1992年末にドルニエ 228に換装して退役した。

## 諸元
出典: 
諸元
- 乗員: 3名（操縦士、航法士、レーダー操作士）
- 全長: 13.86 m (45.5 ft)
- 全高: 5.00 m (16.40 ft)
- 翼幅: 15.60 m (51.2 ft)
- 翼面積: 36m2
- 最大離陸重量: 11,700 kg (25,800 lb)
- 動力: ロールス・ロイス ダート R.Da7 Mk.21 ターボプロップエンジン、3,050 kgf (29.9 kN)    × 1

性能
- 最大速度: 520 km/h (280 kn)（高度3,000m）
- 航続距離: 2,500 km (1,300 nmi)（増槽無し）
- 実用上昇限度: 6,250 m (20,510 ft)

武装
- ロケット弾: 127mmロケット弾×6（主翼外側）
- 魚雷: Mk46航空魚雷×1（爆弾倉）
- ミサイル: SS.12（英語版、フランス語版）空対艦ミサイル×2（主翼外側）
- 爆弾: 160kg対潜爆雷×5（爆弾倉×3、主翼内側×2）および175kg対潜爆雷×2（主翼内側）、
- ハードポイント: 胴体下に爆弾倉、主翼内側に各1ヶ所、主翼外側に最大各3ヶ所
- アビオニクス: 
トムソンCSF DRAA-2A水上捜索レーダー（後にトムソンCSF DRAA-10A[2]「イグアス」に換装）×1
オメガ・エキノックス航法装置

## 現存機

### 飛行可能機

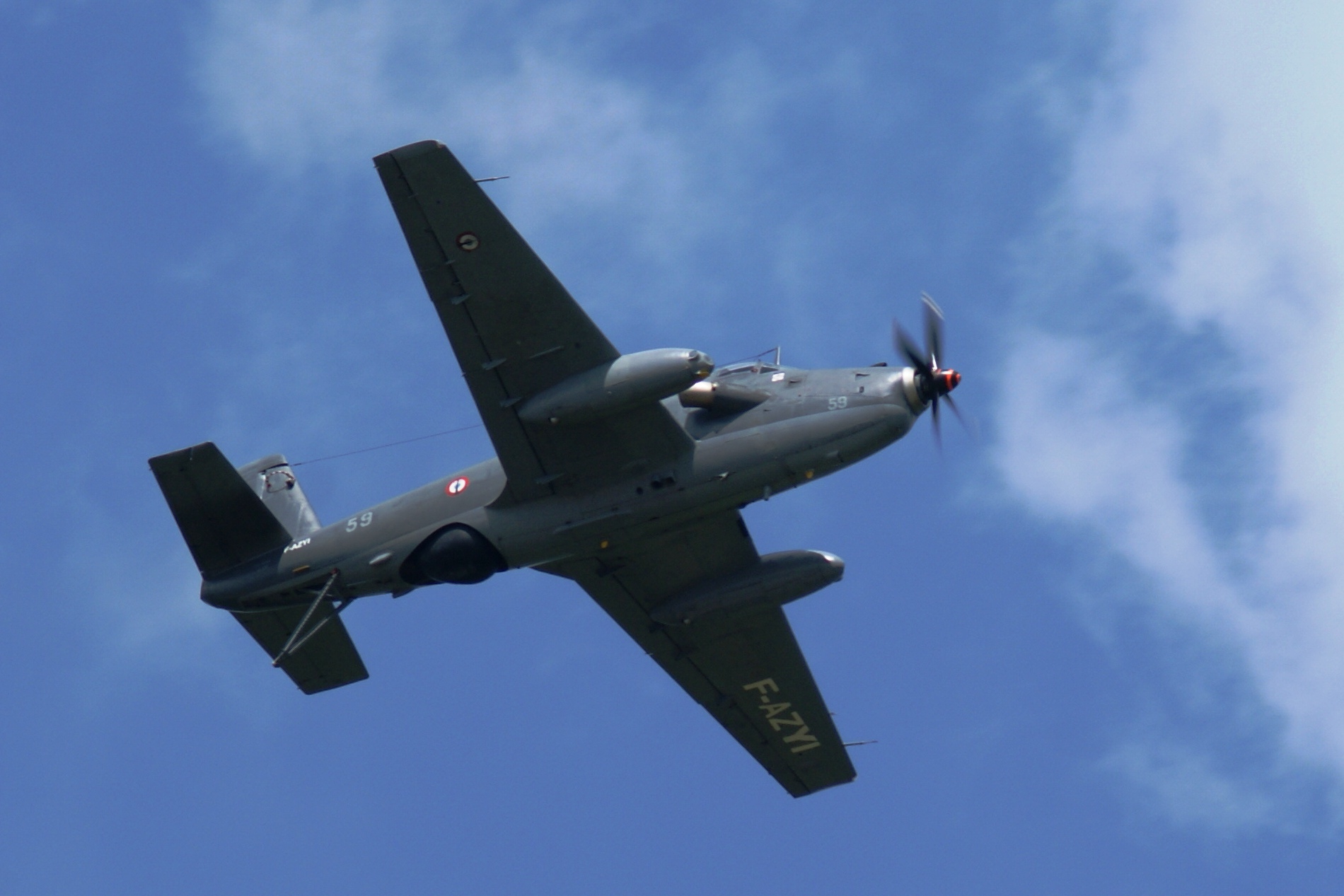
飛行するF-AZYI 59番機（2015年）

2000年まで在籍していたフランス海軍のアリゼの内、2機（56番機、59番機）が廃棄されずにニーム＝ガロン海軍基地に保管されていた。航空ジャーナリストや元海軍軍人が中心となり設立された「アリゼ・マリーン協会（Alizé Marine Association）」が引き取りを希望したが、電子機器を多数搭載するなどで時間がかかり、ようやく2011年に機体を入手した。56番機は塩害による腐食が著しく部品取り用に保管され、総飛行時間が約6,000時間と状態が良かった59番機が再整備され、2013年5月、機体番号F-AZYIを与えられた59番機は再び飛行に成功した。2019年にも第6飛行隊創設60周年記念イベントで飛行するなど、積極的に飛行している。

### 展示機
主翼が折りたたまれた状態で展示されていることが多い。
| 機体番号 | 写真 | 所在地                     | 公開状況 |
| -------- | ---- | -------------------------- | --- |
| 4        |      | フランス海軍航空博物館     | 主翼を折りたたんだ状態で屋内展示されている。 |
| 8        |      | フランス海軍航空博物館     | 博物館前のロータリー交差点に離陸状態で屋外展示されている。 |
| 10       |      | ル・ブルジェ航空宇宙博物館 | 保管のみ。 |
| 04       |      | サヴィニー＝レ＝ボーヌ城   | 元レーサーでワイン生産者兼経営者であるミシェル・ポンのコレクションの一つで、彼が1979年に城を買い取った際に設けた乗り物の博物館の展示品。主翼を折りたたんだ状態で屋外展示されている。 |
| 47       |      | リヨン・コーバス航空博物館 | 主翼を折りたたんだ状態で屋外展示。以前はエンジンカバーが開いた状態で屋内展示されていた。飛行可能な状態に復元する計画もあったが、状態が悪く断念された。                               |
|          |      | トゥールーズ航空博物館     | 外翼が失われた状態で屋外展示されている。 |
| 02       |      | インド海軍航空博物館       | 主翼を折りたたんだ状態で屋外展示されている。 |